# Psychofizyka
Psychofizyka – nauka interdyscyplinarna z pogranicza psychologii, fizjologii zmysłów oraz fizyki; bada głównie zależności między fizycznymi właściwościami bodźców działających na zmysły a wrażeniami psychicznymi, jakie się wtedy pojawiają.
W końcu XIX wieku, początkowym okresie naukowego rozwoju psychologii, wyniki eksperymentów psychofizycznych złożyły się na treść pierwszych praw psychofizycznych (np. prawo Webera-Fechnera). Współczesny kierunek badań podstawowych skupia się na odkrywaniu powiązań między rodzajami i natężeniem bodźców a charakterystyką ich reprezentacji poznawczej (np. potęgowe prawo Stevensa).
Za twórcę psychofizyki uważany jest niemiecki lekarz, eseista i filozof Gustaw Theodor Fechner. Pierwsi przedstawiciele tej dziedziny uważali ją za klucz do zrozumienia przeżyć psychicznych człowieka (zobacz: paralelizm psychofizyczny).
Podstawowe pojęcia z zakresu psychofizyki to:
- próg absolutny – natężenie bodźca, przy jakim badany wykrywa jego obecność w połowie przypadków;
- próg różnicy – różnica w natężeniu dwóch bodźców o tej samej modalności, która sprawia, że w połowie prób bodźce te są spostrzegane jako różne (inaczej: najmniejsza spostrzegana różnica).